# 李光琇
李光琇（？—970年），是五代十国时党项族的首领，本姓拓跋，是拓跋重建的玄孙，李思恭曾孙，李仁福的孙子，父亲李彝谨，母亲沛国夫人里氏。
后汉乾祐元年（948年），李彝谨为绥州（今陕西省绥德县）刺史，李光琇担任绥州衙内指挥使。后周广顺二年（952年）正月十七，李彝谨去世，年五十六岁。李光琇继任绥州刺史。宋太祖开宝三年（970年）九月，李光琇病逝，西羌在绥州叛乱。其子李丕禄派兵逮捕了叛乱的羌族首领，赵匡胤任命李丕禄为绥州刺史。